# Ashburton (Engleska)
Ashburton je gradić na rubu Dartmoora u Devonu, u susjedstvu A38 devonske autoceste.
Bio je nekada važan grad kao rudnik kositara  (centar za upravljanje). Najveći je grad unutar Nacionalnog parka Dartmoor, s oko 3.500 stanovnika. 

## Povijest
Ime je zabilježeno u Domesday Book (1086.) kao Essebretone. Tijekom engleskog građanskog rata Ashburton je bio privremeno utočište za rojalističke vojnika u bijegu nakon poraza generala Fairfaxa u obližnjim Bovey Traceyu.
Željeznički kolodvor zatvoren je za putnike u studenom 1958., iako je promet robe bio sve do 7. rujna 1962. godine
Karneval u Ashburtonu je jedan od najstarijih, vjerojatno najstariji, preživjelih u Devonu. Pisani zapisi smještaju ga u 1891., ali je vjerojatno da je započet sredinom 1880. za prikupljanje sredstava za novu bolnicu.

## Vanjske poveznice
|  | Zajednički poslužitelj ima još gradiva o temi Ashburton (Engleska) |

- Službene stranice  Arhivirana inačica izvorne stranice od 24. ožujka 2011. (Wayback Machine)
- Ashburton (Engleska) na Curlie
- Devon Local Studies - Ashburton community page